# 新烏克蘭卡 (卡贊卡市鎮)
47°55′35″N 32°50′34″E / 47.92639°N 32.84278°E
新烏克蘭卡（烏克蘭語：Новоукраїнка），是烏克蘭南部尼古拉耶夫州巴什坦卡區卡赞卡市镇内的村落。始建於1920年，面積0.41平方公里，海拔高度128米，2001年人口99，人口密度每平方公里241.5人。